# Bacco e Arianna
Bacco e Arianna è un dipinto a olio su tela (176,5x191 cm) di Tiziano, databile al 1520-1523 e conservato nella National Gallery di Londra.

## Storia

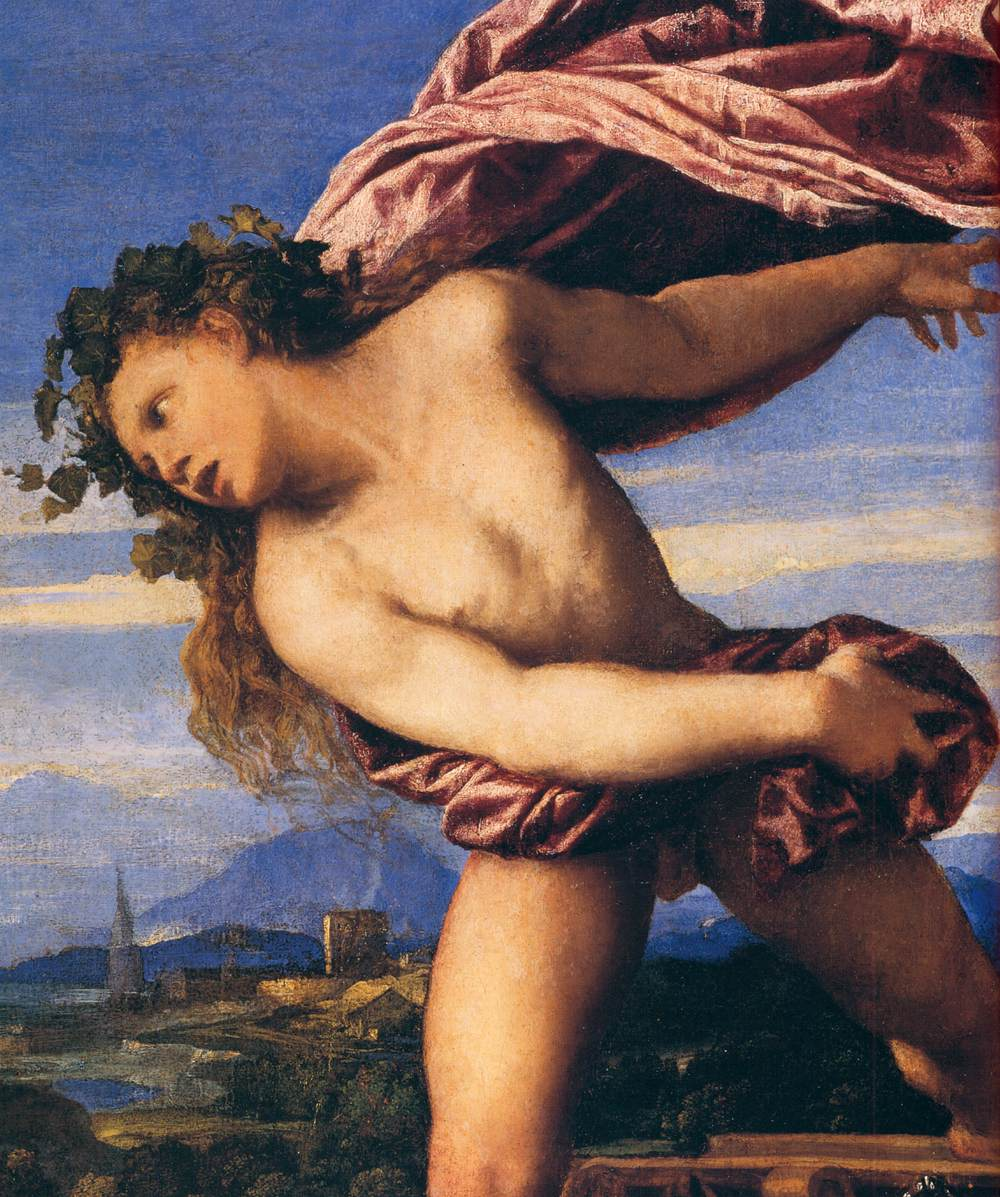
Dettaglio

Si tratta del secondo dipinto del ciclo dei Baccanali eseguito da Tiziano per il Camerino d'Alabastro di Alfonso I d'Este, duca di Ferrara.
Già il duca aveva ricevuto da Bellini il Festino degli dei (1514), successivamente modificato da Tiziano per adattare il paesaggio a quello delle altre tele, mentre negli anni successivi vi lavorò Dosso Dossi, pittore di corte a Ferrara. Anche Fra Bartolomeo e Raffaello erano stati invitati a dipingere delle tele, ma entrambi morirono prima di riuscire a consegnare qualcosa; il Sanzio in particolare aveva rinviato a lungo la commissione, lasciando alla fine solo alcuni disegni che, come si è scoperto solo in tempi recenti, furono utilizzati dal Dossi per un Trionfo di Bacco, riscoperto a Bombay. Tiziano aveva dipinto per il complesso dei Camerini un Cristo della moneta e la Festa di Venere, a cui seguì infine, dopo il Bacco e Arianna, il Baccanale degli Andrii.
Sulla genesi del dipinto e degli altri della serie esiste una fitta corrispondenza tra la corte estense, i suoi inviati a Venezia e l'artista. Vi si apprende come Alfonso dovette sollecitare più volte la consegna, prorogata per via di vari ritardi, in parte causati da sue stesse richieste straordinarie al pittore, che lo distraevano dagli impegni presi, come quella di acquistare vetri a Murano, restaurare dipinti danneggiati e ritrarre una gazzella di proprietà di Giovanni Cornaro (animale che però nel frattempo morì e fu gettato in un canale). Lo stesso Tiziano poi accettò altri incarichi, come il Polittico Averoldi, e cercò di tranquillizzare l'attesa del duca inviandogli il San Sebastiano destinato al legato pontificio Altobello Averoldi, cosa che Alfonso rifiutò per non irritare l'illustre prelato. Solo il 30 gennaio 1523 si organizzò il trasporto della tela finita, tramite il percorso fluviale del Po e poi a spalla, tramite un facchino, fino a Ferrara, seguito da un carrettiere che portava i bauli personali di Tiziano atteso per il giorno seguente.
Nel 1598 con la devoluzione di Ferrara allo Stato della Chiesa e il trasferimento della corte a Modena, i Camerini vennero presto smantellati, con le opere divise tra il legato pontificio Aldobrandini e il cardinal Borghese.
Le tele di Tiziano e Bellini in particolare finirono all'Aldobrandini. Due di esse, la Festa degli amorini e il Baccanale degli Andrii vennero vendute ai Ludovisi che, pochi anni dopo, verso il 1639, le inviarono a Filippo II di Spagna tramite l'intercessione del viceré di Napoli come parte del pagamento per il Principato di Piombino.
Il Festino degli dei e il Bacco e Arianna rimasero di proprietà degli Aldobrandini fino ad essere venduti, nel 1796, a Vincenzo Camuccini, alla cui morte l'intera sua collezione finì all'estero. Acquistato dal Day, nel 1806 o 1807 fu portato in Gran Bretagna, dove nel 1826 Hamlet lo acquistò per il museo londinese.
La tela subì almeno due volte un poco rispettoso arrotolamento, che ha avuto conseguenze disastrose per il dipinto. Dalla fine del XIX secolo in poi ha avuto spesso necessità di restauri per fermare il distacco delle vernici: l'ultimo, e più controverso, è stato effettuato tra il 1967 e il 1968. Rimuovendo alcune parti di pigmento distaccate si è persa la superficie originaria in più punti, richiedendo una ridipintura. Ciò è particolarmente visibile nel cielo, che secondo molti critici apparirebbe ora piatto e pallido. È stato inoltre affermato che la composizione aveva perso il suo equilibrio cromatico, perché probabilmente Tiziano aveva aggiunto alcuni smalti sulla superficie, con l'intento di rendere più omogeneo il risultato finale.

## Descrizione e stile

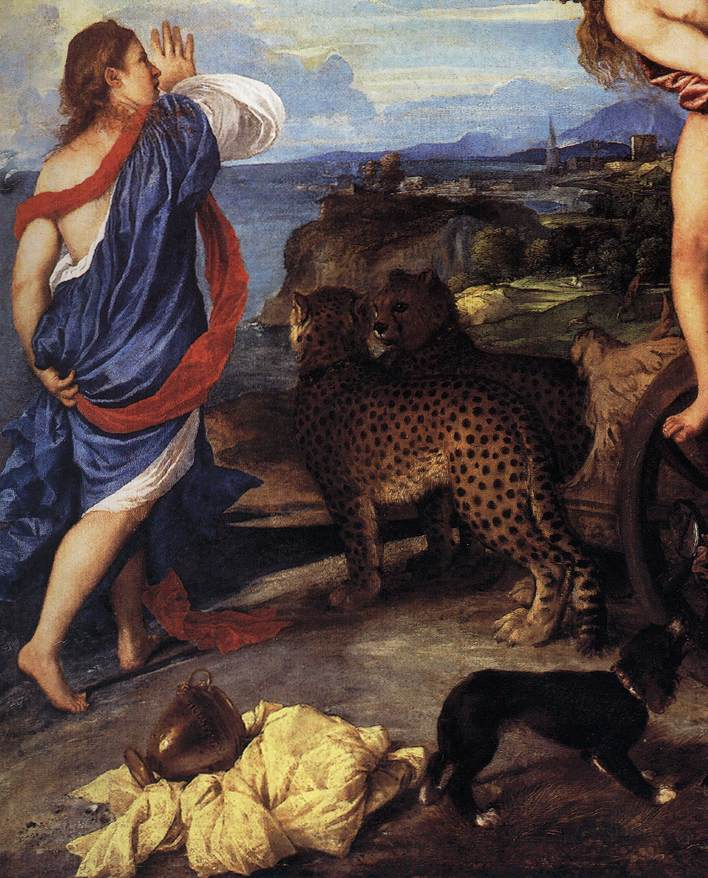
Dettaglio

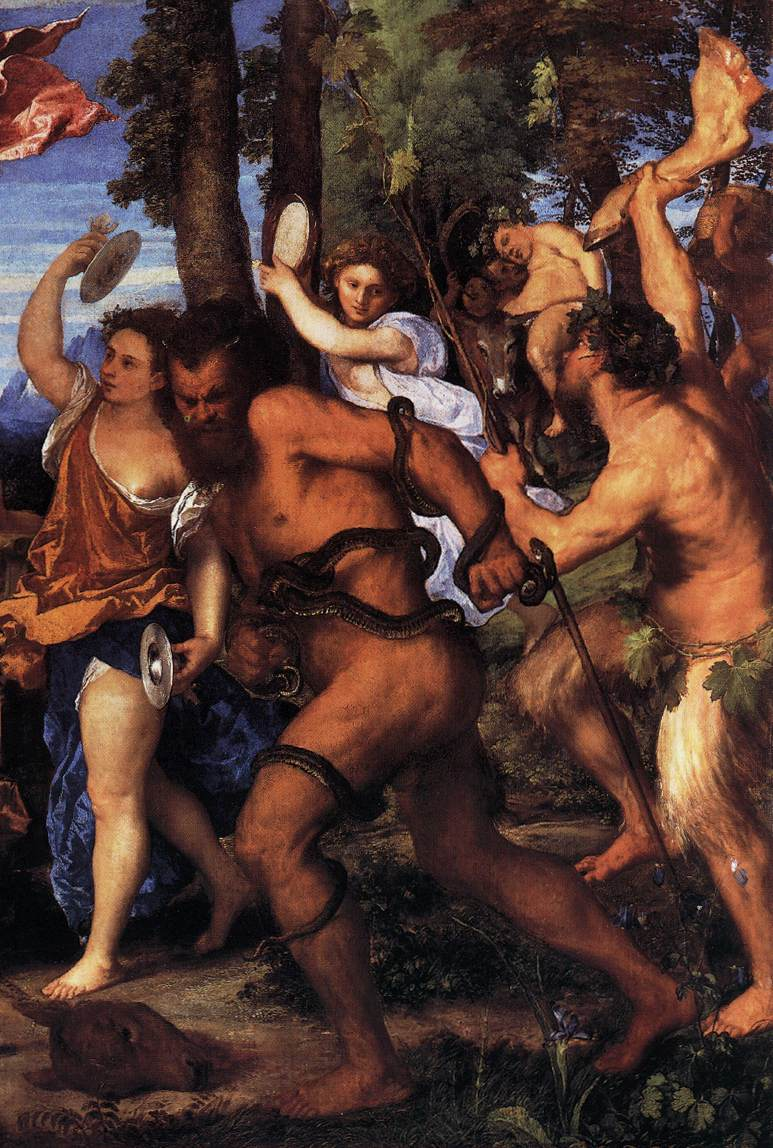
Dettaglio

### La rappresentazione del mito
La principessa cretese Arianna, sulla spiaggia di Naxos, si aggira disperata per la partenza dell'amante Teseo, salutando afflitta la nave dell'amato che è partita e si intravede sullo sfondo. Improvvisamente la sua attenzione è attirata dalla variopinta processione che le si fa incontro: un carro trainato da ghepardi avanza seguito da satiri, baccanti, animali e fauni. È il corteo trionfale di Bacco che, dal carro, balza incontro alla fanciulla della quale si è immediatamente innamorato: Tiziano lo rappresentò a metà del balzo con cui scendeva dal cocchio, in un audace atteggiamento plastico e dinamico, evidenziato dal drappo rosso che lo avvolge increspandosi per lo spostamento d'aria. Esso rappresenta il fulcro della scena, verso il quale l'occhio dello spettatore è inevitabilmente attratto.
In cielo, intanto, splende la costellazione a forma di diadema della Corona, creata in onore della donna, lanciandone la corona. Lo stesso gesto del dio può essere anche letto quindi come il lancio della corona, forse citando una versione del Discobolo.
Il soggetto deriva da un insieme di fonti classiche che comprendono Ovidio, Catullo e Filostrato il Vecchio. Tali fonti prevedono due incontri tra Arianna e Bacco: nel primo il Dio la trova dopo l'abbandono di Teseo e la consola, per poi partire per l'India, abbandonandola mentre essa maledice il primo e il secondo amante; nel secondo Bacco, di ritorno dall'India, la consola di nuovo e la porta con sé in cielo trasformando la sua corona d'oro a nove gemme nella costellazione della Corona. È chiaro che Tiziano unificò i due momenti, come è evidente per la presenza della barca di Teseo in lontananza e della costellazione già formata.
Il ritrovamento però della tela del Dossi su disegno di Raffaello testimonia però come il seguito della storia fosse previsto su un altro dipinto, descrivente il Trionfo di Bacco in India. Un altro episodio delle storie era inoltre presente nel Baccanale degli Andrii, dove Arianna dorme nuda ad Andros, dopo un festino con Bacco in cui l'acqua di un torrente fu trasformata in vino. La veste in disordine e l'anfora d'oro abbandonate sulla spiaggia nel Bacco e Arianna, in basso a sinistra, vicino alla firma dell'artista, possono apparire come un collegamento tra le due tele, elaborate quasi contemporaneamente.
L'intera scena è costruita lungo una diagonale, che va da Arianna al Dio fino agli alberi dello sfondo. Essa divide il dipinto in due metà quasi equivalenti, una celeste, rappresentata dal dio sullo sfondo dell'intenso blu lapislazzuli del cielo, e una terrestre, regno di Arianna. Lo slancio di Bacco rappresenta dunque la congiunzione dei due emisferi, secondo la concezione filosofica di armonizzazione degli estremi proprio del neoplatonismo.

### Il Corteo
Il corteo che segue il dio si ispira alla tradizione, ormai ben consolidata, della rappresentazione dei Trionfi secondo il costume antico. A Ferrara ne esisteva un esempio celebre nel Salone dei Mesi di palazzo Schifanoia. Ciascun dio della mitologia aveva un cocchio personale trainato da una coppia di animali totemici e con un seguito a esso peculiare. Il corteo bacchico è preceduto da due ghepardi, come nella descrizione di Catullo, che vennero studiati da quelle belve nei serragli che erano comuni nelle corti italiane. Seguono personaggi eterogenei e chiassosi, spesso ebbri, che si dimenano al suono della musica, come tipico dei baccanali. In lontananza si vede arrivare Sileno, che come al solito dorme dopo gli eccessi, cavalcando un asino e circondato da satiri che lo reggono. I suoi capelli sono ornati di edera, pianta a lui sacra. Un satiro in primo piano impugna il cosciotto di un animale e regge thyrsus, un lungo bastone con una pigna in cima, coronato di edera e di pampini, che era portato da Dioniso e dai suoi seguaci.
Un uomo in primo piano si contorce attaccato da serpenti, probabilmente una citazione colta del Gruppo del Laocoonte scavato in quegli anni e oggetto di un enorme interesse.
In primo piano si notano resti di animali, fatti a pezzi durante i bagordi. Un cagnolino è probabilmente il ritratto di un animale di compagnia della corte ferrarese.
Il senso generale del dipinto non è comunque di condanna degli eccessi, ma anzi sottolinea giocosamente la dimensione dionisiaca intesa come liberazione dagli affanni del mondo, tema che il duca scelse esplicitamente nel suo studiolo dove evadeva dagli incarichi politici.

## Tecnica
Tiziano durante la stesura pittorica si aiutò col disegno sottostante, ma in alcuni casi variò anche molto consistentemente alcune figure, come ad esempio Arianna. Tali variazioni in corso d'opera furono tra i motivi dei ritardi di cui si lamentò il committente, assieme alla crescente popolarità del pittore e al ricorso relativamente contenuto della bottega nelle opere di quel periodo.
L'opera è uno degli esempi più noti della ricchezza cromatica di cui disponevano i pittori veneziani, avendo facile accesso al miglior emporio mondiale di tali materie prime. Nel Bacco e Arianna infatti Tiziano riuscì a sfruttare a perfezione un po' tutti i pigmenti a disposizione dell'epoca, nelle qualità più pregiate: verde di malachite, terra verde, verderame e resinato di rame, blu oltremare usato con abbondanza, azzurrite, rosso vermiglione (macinato fine nel velo di Arianna su uno strato di macinato grosso, leggermente più scuro), realgar per la veste arancio della suonatrice di cembali.

## Bibliografia

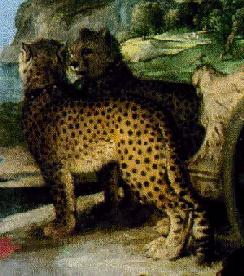
Dettaglio

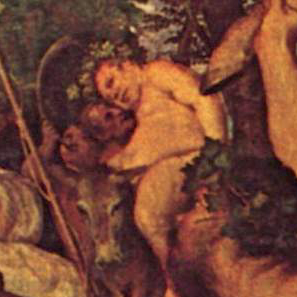
Dettaglio